# Santiria conferta
Santiria conferta är en tvåhjärtbladig växtart som beskrevs av Alfred William Bennett. Santiria conferta ingår i släktet Santiria och familjen Burseraceae. Inga underarter finns listade i Catalogue of Life.